# Собаче мило клейке
{{#ifeq:0|0|{{#if:|{{#if:Saponariaglutinosa|[[]}}|}}}}
Собаче мило клейке, мильнянка клейка (Saponaria glutinosa) — однорічна або дворічна рослина трав'яниста рослина роду мильнянка (Saponaria).

## Ботанічний опис
Стебла вистою 30–50 см. Уся рослина залозисто запушена.
Листки продовгувато-яйцеподібні.
Чашечка довжиною 20–25 мм, із загостреними ланцетними зубцями.
Пелюстки червоні, дволопатеві. Цвіте у червні-липні.

## Поширення
Вид поширений у Євразії, в Україні зустрічається у Криму, росте на відкритих сухих схилах, відшаровуваннях.